# Замковая (гора)
Замковая (Пуцевичская; бел. Замкавая гара) — гора в Гродненской области Беларуси.
Замковая гора — высшая (323 м) точка Новогрудской возвышенности и одна из высочайших в стране, находится в 3 км к западу от Новогрудка рядом с деревней Пуцевичи. Геологически сложена суглинистыми и супесчаными почвами.
В самом Новогрудке есть ещё одна гора, по традиции называемая Замковой, на её склонах сохранились руины Новогрудского замка (XIII-XVI вв). Рядом с горой в честь Адама Мицкевича был насыпан Курган Бессмертия.